# Copa do Brasil 1991
Der Copa do Brasil 1991 war die dritte Austragung dieses nationalen Fußball-Pokal-Wettbewerbs in Brasilien. Die Copa wurde vom Brasilianischen Sportverband, dem CBF, ausgerichtet. Der Pokalsieger war als Teilnehmer an der Copa Libertadores 1992 qualifiziert. Der unterlegene Finalteilnehmer qualifizierte sich für die Copa Conmebol 1992.

## Saisonverlauf
Der Wettbewerb startete am 9. Februar 1991 in seine Saison und endete am 2. Juni 1991. Am Ende der Saison wurde der Criciúma EC der dritte Titelträger. Torschützenkönig wurde zum zweiten Mal nach 1989 Gérson da Silva von Atlético Mineiro mit 6 Treffern.
Höchster Sieg
- Atlético Mineiro – Caiçara EC: 11:0 (4. März 1991 – Rückspiel Erstrunde)

## Teilnehmer
Es nahmen 32 Klubs teil. Der Modus bestand aus einem K.-o.-System. Teilnehmer waren die Sieger der Staatsmeisterschaften 1990 sowie teilweise deren Vizemeister.
Der Vizemeister von Santa Catarina nahm nicht mehr am Wettbewerb teil. Neu dabei der Vizemeister von Para.
| Bundesstaat         | Klub                           | Qualifizierung          |
| ------------------- | ------------------------------ | ----------------------- |
| Acre                | Rio Branco FC (AC)             | Staatsmeister 1990      |
| Alagoas             | CS Alagoano                    | Staatsmeister 1990      |
| Amazonas            | Atlético Rio Negro Clube (AM)  | Staatsmeister 1990      |
| Bahia               | EC Vitória                     | Staatsmeister 1990      |
| Bahia               | Fluminense de Feira FC         | Vize-Staatsmeister 1990 |
| Brasília            | SE Gama                        | Staatsmeister 1990      |
| Ceará               | Ceará SC                       | Staatsmeister 1990      |
| Espírito Santo      | AA Colatina                    | Staatsmeister 1990      |
| Goiás               | Goiás EC                       | Staatsmeister 1990      |
| Goiás               | Goiânia EC                     | Vize-Staatsmeister 1990 |
| Maranhão            | Sampaio Corrêa FC              | Staatsmeister 1990      |
| Mato Grosso         | União EC                       | Staatsmeister 1990      |
| Mato Grosso do Sul  | Ubiratan EC                    | Staatsmeister 1990      |
| Minas Gerais        | Atlético Mineiro               | Staatsmeister 1990      |
| Minas Gerais        | Cruzeiro EC                    | Vize-Staatsmeister 1990 |
| Pará                | Clube do Remo                  | Staatsmeister 1990      |
| Pará                | Paysandu SC                    | Vize-Staatsmeister 1990 |
| Paraíba             | Auto EC (PB)                   | Staatsmeister 1990      |
| Paraná              | Athletico Paranaense           | Staatsmeister 1990      |
| Paraná              | Coritiba FC                    | Vize-Staatsmeister 1990 |
| Pernambuco          | Santa Cruz FC                  | Staatsmeister 1990      |
| Pernambuco          | Sport Recife                   | Vize-Staatsmeister 1990 |
| Piauí               | Caiçara EC                     | Staatsmeister 1990      |
| Rio de Janeiro      | Botafogo FR                    | Staatsmeister 1990      |
| Rio de Janeiro      | CR Vasco da Gama               | Vize-Staatsmeister 1990 |
| Rio Grande do Norte | ABC Natal                      | Staatsmeister 1990      |
| Rio Grande do Sul   | Grêmio FBPA                    | Staatsmeister 1990      |
| Rio Grande do Sul   | SER Caxias do Sul              | Vize-Staatsmeister 1990 |
| Santa Catarina      | Criciúma EC                    | Staatsmeister 1990      |
| São Paulo           | SC Corinthians                 | Staatsmeister 1990      |
| São Paulo           | EC XV de Novembro (Piracicaba) | Vize-Staatsmeister 1990 |
| Sergipe             | AD Confiança                   | Staatsmeister 1990      |

## Modus
Es zählte nach Hin- und Rückspiel nur die Anzahl der Siege. Ergab dieses keinen Sieger, zählte das Torverhältnis.

## Turnierplan
|  | Sechzehntelfinale    | Sechzehntelfinale | Sechzehntelfinale |  |  | Achtelfinale     | Achtelfinale | Achtelfinale  |   |   | Viertelfinale  | Viertelfinale | Viertelfinale |   |   | Halbfinale  | Halbfinale | Halbfinale  |     |  | Finale      | Finale | Finale |
|  |                      |                   |                   |  |  |                  |              |               |   |   |                |               |               |   |   |             |            |             |     |  |             |        |        |
|  | Botafogo FR          | 2                 | 3                 |  |  |                  |              |               |   |   |                |               |               |   |   |             |            |             |     |  |             |        |        |
|  | Sampaio Corrêa FC    | 1                 | 1                 |  |  | Botafogo FR      | 1            | 3             |   |   |                |               |               |   |   |             |            |             |     |  |             |        |        |
|  | AA Colatina          | 2                 | 0                 |  |  | Santa Cruz FC    | 0            | 0             |   |   |                |               |               |   |   |             |            |             |     |  |             |        |        |
|  | Santa Cruz FC        | 3                 | 1                 |  |  |                  |              |               |   |   | Botafogo FR    | 0             | 1             |   |   |             |            |             |     |  |             |        |        |
|  | Coritiba FC          | 0                 | 1 (3)             |  |  |                  |              | Coritiba FC   | 3 | 1 |                |               |               |   |   |             |            |             |     |  |             |        |        |
|  | CS Alagoano          | 1                 | 0 (1)             |  |  | Coritiba FC      | 3            | 0             |   |   |                |               |               |   |   |             |            |             |     |  |             |        |        |
|  | Paysandu SC          | 1                 | 0                 |  |  | Paysandu SC      | 0            | 0             |   |   |                |               |               |   |   |             |            |             |     |  |             |        |        |
|  | Ceará SC             | 0                 | 0                 |  |  |                  |              |               |   |   |                |               |               |   |   | Coritiba FC | 1          | 0           |     |  |             |        |        |
|  | SC Corinthians       | 0                 | 1                 |  |  |                  |              |               |   |   |                |               | Grêmio FBPA   | 1 | 1 |             |            |             |     |  |             |        |        |
|  | AD Confiança         | 0                 | 0                 |  |  | SC Corinthians   | 3            | 1             |   |   |                |               |               |   |   |             |            |             |     |  |             |        |        |
|  | Cruzeiro EC          | 1                 | 4                 |  |  | Cruzeiro EC      | 1            | 0             |   |   |                |               |               |   |   |             |            |             |     |  |             |        |        |
|  | ABC Natal            | 1                 | 0                 |  |  |                  |              |               |   |   | SC Corinthians | 1             | 1             |   |   |             |            |             |     |  |             |        |        |
|  | Grêmio FBPA          | 1                 | 2                 |  |  |                  |              | Grêmio FBPA   | 1 | 2 |                |               |               |   |   |             |            |             |     |  |             |        |        |
|  | Auto EC (PB)         | 0                 | 0                 |  |  | Grêmio FBPA      | 1            | 2             |   |   |                |               |               |   |   |             |            |             |     |  |             |        |        |
|  | Fluminense FC        | 1                 | 1                 |  |  | Fluminense FC    | 0            | 0             |   |   |                |               |               |   |   |             |            |             |     |  |             |        |        |
|  | Goiânia EC           | 1                 | 0                 |  |  |                  |              |               |   |   |                |               |               |   |   |             |            |             |     |  | Grêmio FBPA | 1 0    |        |
|  | Atlético Mineiro     | 1                 | 11                |  |  |                  |              |               |   |   |                |               |               |   |   |             |            | Criciúma EC | 1 0 |  |             |        |        |
|  | Caiçara EC           | 0                 | 0                 |  |  | Atlético Mineiro | 0            | 0             |   |   |                |               |               |   |   |             |            |             |     |  |             |        |        |
|  | Ubiratan EC          | 1                 | 1                 |  |  | Criciúma EC      | 1            | 1             |   |   |                |               |               |   |   |             |            |             |     |  |             |        |        |
|  | Criciúma EC          | 1                 | 4                 |  |  |                  |              |               |   |   | Criciúma EC    | 0             | 3             |   |   |             |            |             |     |  |             |        |        |
|  | SER Caxias           | 2                 | 1                 |  |  |                  |              | Goiás EC      | 0 | 0 |                |               |               |   |   |             |            |             |     |  |             |        |        |
|  | XV de Novembro       | 1                 | 1                 |  |  | SER Caxias       | 1            | 0             |   |   |                |               |               |   |   |             |            |             |     |  |             |        |        |
|  | Goiás EC             | 1                 | 3                 |  |  | Goiás EC         | 1            | 2             |   |   |                |               |               |   |   |             |            |             |     |  |             |        |        |
|  | União EC             | 0                 | 0                 |  |  |                  |              |               |   |   |                |               |               |   |   | Criciúma EC | 1          | 2           |     |  |             |        |        |
|  | EC Vitória           | 1                 | 2                 |  |  |                  |              |               |   |   |                |               | Clube do Remo | 0 | 0 |             |            |             |     |  |             |        |        |
|  | Athletico Paranaense | 1                 | 1                 |  |  | EC Vitória       | 2            | 0             |   |   |                |               |               |   |   |             |            |             |     |  |             |        |        |
|  | Sport Recife         | 1                 | 3                 |  |  | Sport Recife     | 1            | 0             |   |   |                |               |               |   |   |             |            |             |     |  |             |        |        |
|  | SE Gama              | 0                 | 0                 |  |  |                  |              |               |   |   | EC Vitória     | 0             | 2             |   |   |             |            |             |     |  |             |        |        |
|  | Vasco                | 1                 | 5                 |  |  |                  |              | Clube do Remo | 2 | 2 |                |               |               |   |   |             |            |             |     |  |             |        |        |
|  | Rio Negro            | 1                 | 0                 |  |  | Vasco            | 0            | 1             |   |   |                |               |               |   |   |             |            |             |     |  |             |        |        |
|  | Rio Branco           | 1                 | 0                 |  |  | Clube do Remo    | 0            | 1             |   |   |                |               |               |   |   |             |            |             |     |  |             |        |        |
|  | Clube do Remo        | 1                 | 4                 |  |  |                  |              |               |   |   |                |               |               |   |   |             |            |             |     |  |             |        |        |

## Finalspiele

### Hinspiel
| Grêmio FBPA                                                | Grêmio FBPA | Criciúma EC | Criciúma EC |
| ---------------------------------------------------------- | --- | --- | ----------- |
| Grêmio FBPA                                                | \| 30. Mai 1991 in Porto Alegre (Estádio Olímpico Monumental) \| \| Ergebnis: 1:1 (0:1) \| \| Zuschauer: 32.052 \| \| Schiedsrichter: Márcio Rezende de Freitas \|   | \| 30. Mai 1991 in Porto Alegre (Estádio Olímpico Monumental) \| \| Ergebnis: 1:1 (0:1) \| \| Zuschauer: 32.052 \| \| Schiedsrichter: Márcio Rezende de Freitas \| | Criciúma EC |
| Grêmio FBPA                                                | Gomes, China (Jamir Gomes), João Marcelo, Vilson, Hélcio, Norberto, Donizete Oliveira (45. Darci), João Antônio, Maurício, Nando, Wolnei Caio Cheftrainer: Dino Sani | Alexandre, Sarandi, Vilmar, Altair, Itá, Roberto Cavalo, Gelson Silva, Grizzo, José Roberto, Soares, Jairo (45. Vanderlei) Cheftrainer: Luiz Felipe Scolari        | Criciúma EC |
| Grêmio FBPA                                                | 1:1 Maurício (83.) | 0:1 Vilmar (15.) | Criciúma EC |
| Grêmio FBPA                                                | Alexandre, Itá, Vanderlei | | Criciúma EC |
| 30. Mai 1991 in Porto Alegre (Estádio Olímpico Monumental) | | |             |
| Ergebnis: 1:1 (0:1)                                        | | |             |
| Zuschauer: 32.052                                          | | |             |
| Schiedsrichter: Márcio Rezende de Freitas                  | | |             |

### Rückspiel
| Criciúma EC                                        | Criciúma EC | Grêmio FBPA | Grêmio FBPA |
| -------------------------------------------------- | --- | --- | ----------- |
| Criciúma EC                                        | \| 2. Juni 1991 in Criciúma (Estádio Heriberto Hülse) \| \| Ergebnis: 0:0 \| \| Zuschauer: 19.525 \| \| Schiedsrichter: Cláudio Vinícius Cerdeira \|        | \| 2. Juni 1991 in Criciúma (Estádio Heriberto Hülse) \| \| Ergebnis: 0:0 \| \| Zuschauer: 19.525 \| \| Schiedsrichter: Cláudio Vinícius Cerdeira \|        | Grêmio FBPA |
| Criciúma EC                                        | Alexandre, Sarandi, Vilmar, Altair, Itá, Roberto Cavalo, Gelson Silva, Grizzo (45. Vanderlei), José Roberto, Soares, Jairo Cheftrainer: Luiz Felipe Scolari | Sidmar, Chiquinho, João Marcelo, Vilson, Hélcio, Norberto, Donizete Oliveira, João Antônio, Maurício, Nando (45. Darci), Wolnei Caio Cheftrainer: Dino Sani | Grêmio FBPA |
| Criciúma EC                                        | Sarandi, Soares | Chiquinho, João Marcelo, João Antônio | Grêmio FBPA |
| Criciúma EC                                        | Gelson Silva (52.) | Maurício (52.) | Grêmio FBPA |
| 2. Juni 1991 in Criciúma (Estádio Heriberto Hülse) | | |             |
| Ergebnis: 0:0                                      | | |             |
| Zuschauer: 19.525                                  | | |             |
| Schiedsrichter: Cláudio Vinícius Cerdeira          | | |             |

## Die Meistermannschaft
| 1. | Criciúma EC |
|    | - Tor: Alexandre, Almir, Marolla - Abwehr: Wilson, Jairo Santos, Evandro, Vilmar, Itá, Sílvio Criciúma, Sarandi, Altair, Omar - Mittelfeld: Grizzo, Gelson Silva, Roberto Cavalo, Everaldo - Angriff: Vanderlei José Roberto, Soares, Jairo, Emerson, Adílson Gomes, Giovani, Claudiomir |

## Torschützenliste
| Pl. | Nat.        | Spieler       | Verein           | Tore   |
| --- | ----------- | ------------- | ---------------- | ------ |
| 1   | Brasilianer | Gérson        | Atlético Mineiro | 6 Tore |
| 2   | Brasilianer | Neto          | Corinthians      | 5 Tore |
| 3   | Brasilianer | Chicão        | Coritiba         | 4 Tore |
| 4   | Brasilianer | Wolnei Caio   | Grêmio           | 3 Tore |
| 4   | Brasilianer | Grizzo        | Criciúma         | 3 Tore |
| 4   | Brasilianer | Marquinhos    | Atlético Mineiro | 3 Tore |
| 4   | Brasilianer | Renato Gaúcho | Botafogo         | 3 Tore |
| 4   | Brasilianer | Vivinho       | Botafogo         | 3 Tore |